# 그리모알트 2세

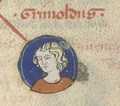
그리모알트 2세

그리모알트 2세(Grimoald II, ? - 714년 4월 / 7월) 혹은 그리모알드 헤르스탈(Grimoald de Herstal), 젊은 그리모알트(Grimoald the Younger), 그리모(Grimaud)는 프랑크 왕국의 귀족으로, 카롤링거 왕가 출신 섭정, 피핀 2세 드 헤르스탈과 그의 정비 플렉트루데의 아들이며 아르눌푸스 메츠의 증손이었다. 695년부터는 네우스트리아 혹은 아우스트라시아의 궁재, 형제 드로고 1세가 사망하는 708년부터는 부르군트의 궁재직, 상파뉴 백작, 부르군트의 공작직도 겸직하였다. 714년 4월 혹은 7월 병석에 누운 아버지 피핀 2세의 후계자로 지명되어 가려다가 리에주 근처에서 정체가 불분명한 자객에 의해 살해되었다. 그의 죽음으로 피핀 2세의 정실 소생 손자들만이 남아 있어, 서출 이복동생 카롤루스 마르텔이 쿠테타를 준비하는 계기가 되었다.

## 생애
아버지는 아우스트리시아와 네우스트리아의 궁재 피핀 2세이고, 어머니는 그의 아내이자 궁재 후고베르투스와 트리어와 오어헨의 수녀원장 성 이르미나의 딸 플렉트루데였다.
정확한 출생년대는 알 수 없으나 690년 무렵에는 이미 성년이었다. 프레데가르 연대기가 인용한 익명의 기록에 의하면 그는 아주 부드러운 사람이고, 온유하고 관대하였다 한다.
그리모알드 2세는 프리기아의 부족장 라트보트(Radbod)의 딸 테오데신다(Theudesinda 또는 테오델린타(Theodelinda) 와 결혼했으며 테오도알트(Theudoald)와 아르노알드(Arnold)의 두 아들을 두었다. 라트보트의 딸 테오데신다와의 결혼은 라트보트가 프리기아의 독립을 추진하다가, 피핀 2세의 군대와 교전하다가 최종 패배한 직후라 한다. 708년 형 드로고 1세가 갑자기 죽으면서 아버지 피핀 드 헤르스탈의 후계자로 지명되었다. 714년 아버지 피핀 2세가 병세가 위중하자, 아버지의 지위를 계승하려 알프스산맥을 넘던 도중, 리에주(Liège)의 성 람베르트 폰 마스트리히트(Lambert von Maastricht)의 묘소가 안치된 교회를 방문했다가, 반 피핀세력의 사주를 받은 것으로 추정되는 자객 란가르(Rangar) 등에게 살해되었다. 당시 그는 성 람베르트의 묘소를 방문해서 기도하는 중이었다 한다. 다른 설에는 란가르 등을 고용한 것은 그의 장인 프리기아 부족공 라트보트라는 설도 있다.
695년 아버지 피핀 2세에 의해 네우스트리아의 궁재에 임명되었다. 프레데가르(Fredegar)의 연대기에는 그가 아우스트라시아의 궁재였다 한다. 708년 부르군트의 궁재이자 상파뉴 백작 드로고 1세가 죽자, 그는 부르군트의 궁재직, 상파뉴의 백작, 부르군트 공작도 겸직하였다. 그가 살해되면서 네우스트리아와 부르군트의 궁재직은 아들 테오도알트에게 상속되었다.
그가 죽으면서 714년 12월 아버지 피핀 2세는 그의 아들 테오도알트에게 궁재직을, 아르노알드 및 드로고 1세의 아들들에게 지위와 재산을 상속했다. 그는 청렴했지만 불행했다. 그리모알드는 아버지의 후계자로 내정된 상태였고, 아버지의 지위와 재산은 그의 아들들 및 조카들에게 상속되었다. 그러나 그리모알드의 서출 이복 형제 카롤루스 마르텔은 피핀 드 헤르스탈의 유산을 차지하기 위해 정변을 일으켰다. 3년 만인 717년 카롤루스 마르텔이 궁재직과 재산을 모두 차지한다. 그는 사후 리에주에 묻혔다.

## 참고 자료
- Christian Settipani, La Préhistoire des Capétiens (Nouvelle histoire généalogique de l'auguste maison de France, vol. 1), Villeneuve d'Ascq, éd. Patrick van Kerrebrouck, 1993, 545 p. (ISBN 978-2-9501509-3-6)
- Jean-Charles Volkmann, Bien connaître les généalogies des rois de France, Éditions Gisserot, 1999, 127 p. (ISBN 978-2-87747-208-1)
- Rudolf Schieffer: Die Karolinger. 4., überarbeitete und erweiterte Auflage. Kohlhammer, Stuttgart 2006, ISBN 978-3-17-019099-3, S. 28, 30, 32–34, 36, 38.
- Riché, Pierre. Les Carolingiens, une famille qui fit l'Europe. ISBN 2-01-278851-3
- Volkmann, Jean-Charles. Bien Connaître les généalogies des rois de France ISBN 2-87747-208-6
- Pierre Riché, Les Carolingiens, une famille qui fit l'Europe, Paris, Hachette, coll. « Pluriel », 1983 (réimpr. 1997), 490 p. (ISBN 2-01-278851-3, présentation en ligne [archive])
- Michel Mourre, Le Petit Mourre. Dictionnaire d'Histoire universelle, Éditions Bordas, avril 2007 (ISBN 978-2-04-732194-2)
- Mourre, Michel. Le petit Mourre. Dictionnaire de l'Histoire ISBN 2-03-519265-X